# Bhutan Olympic Committee
Das Bhutan Olympic Committee ist das Nationale Olympische Komitee vom Königreich Bhutan.

## Geschichte
Das BOC wurde 1983 unter dem Vorsitz von Lyonpo Dawa Tsering, dem ehemaligen Außenminister Bhutans, als notwendiger erster Schritt zur Aufnahme Bhutans in die Olympische Bewegung gegründet. Im selben Jahr wurde das BOC vom Internationalen Olympischen Komitee anerkannt. Ziel ist es, auch die Sportkultur sowie internationale und Olympische Sportarten in Bhutan zu fördern.

### Mitgliedschaften
Das BOC auch Mitglied folgender internationaler Sportgremien:
- Asia-Pacific Oceana Sports Assembly (APOSA)
- The Far East and South Pacific Games Federation for the Disabled (FESPIC)
- Olympic Council of Asia
- South Asia Sports Federation (SASF)
- Vereinigung der Nationalen Olympischen Komitees

### Angeschlossene Sportverbände
Dem Olympischen Komitee von Bhutan sind auch verschiedene Sportverbände mit Sitz in Thimphu angeschlossen oder werden unterstützt:
- Bhutan Amateur Athletic Federation
- Bhutan Archery Federation
- Bhutan Badminton Federation
- Bhutan Boxing Federation
- Bhutan Cricket Council Board
- Bhutan Football Federation
- Bhutan Paralympic Committee
- Bhutan Table Tennis Federation
- Bhutan Tennis Federation